# الدورادو (اکلاهما)
الدورادو(به انگلیسی: Eldorado) شهری در ایالت اکلاهما کشور ایالات متحده آمریکا است که جمعیت آن در سرشماری سال ۲۰۱۰ میلادی، ۴۴۶ نفر بوده‌است.